# Frauenfriedenskirche

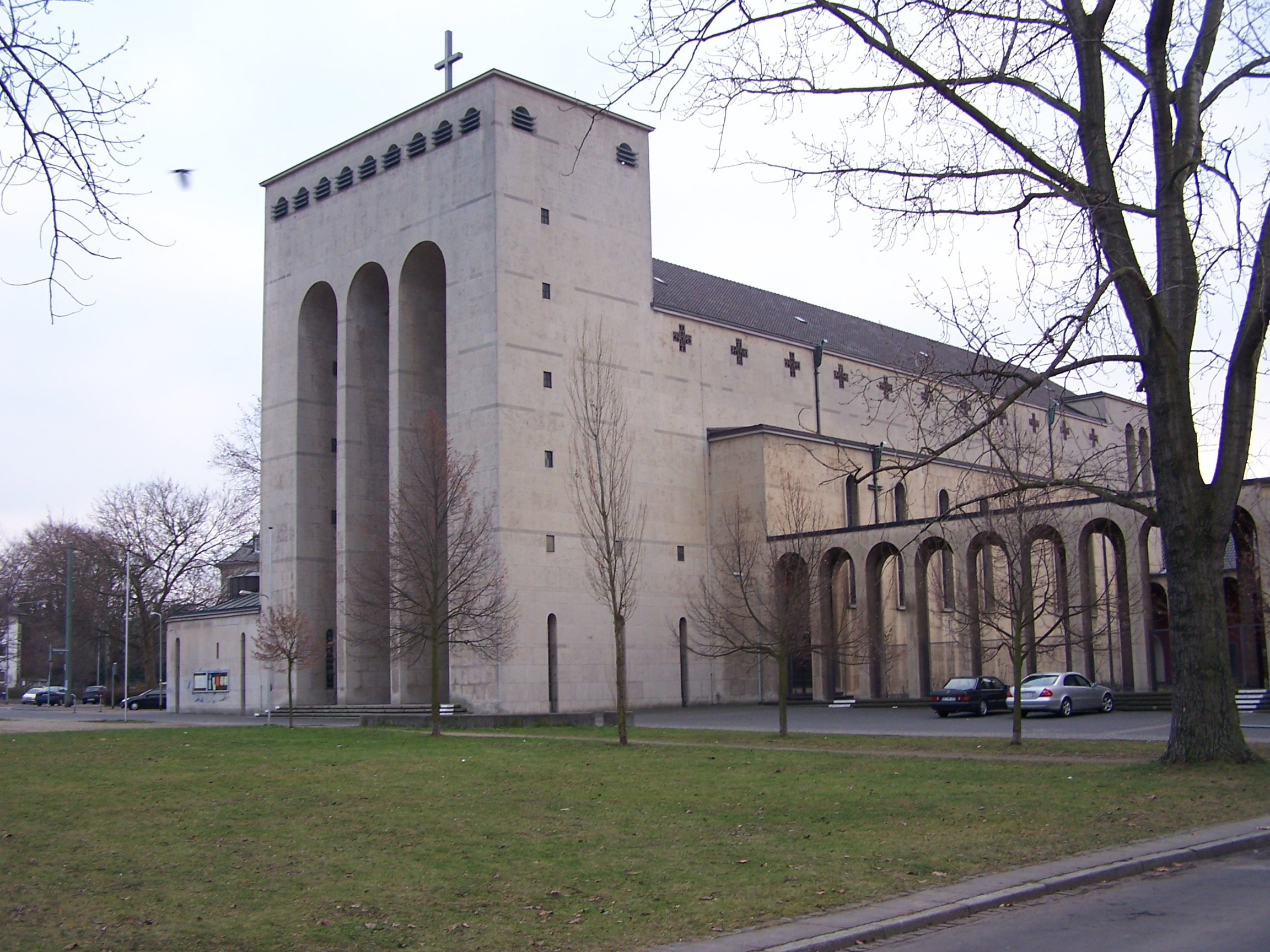
Frauenfriedenskirche in Frankfurt am Main-Bockenheim

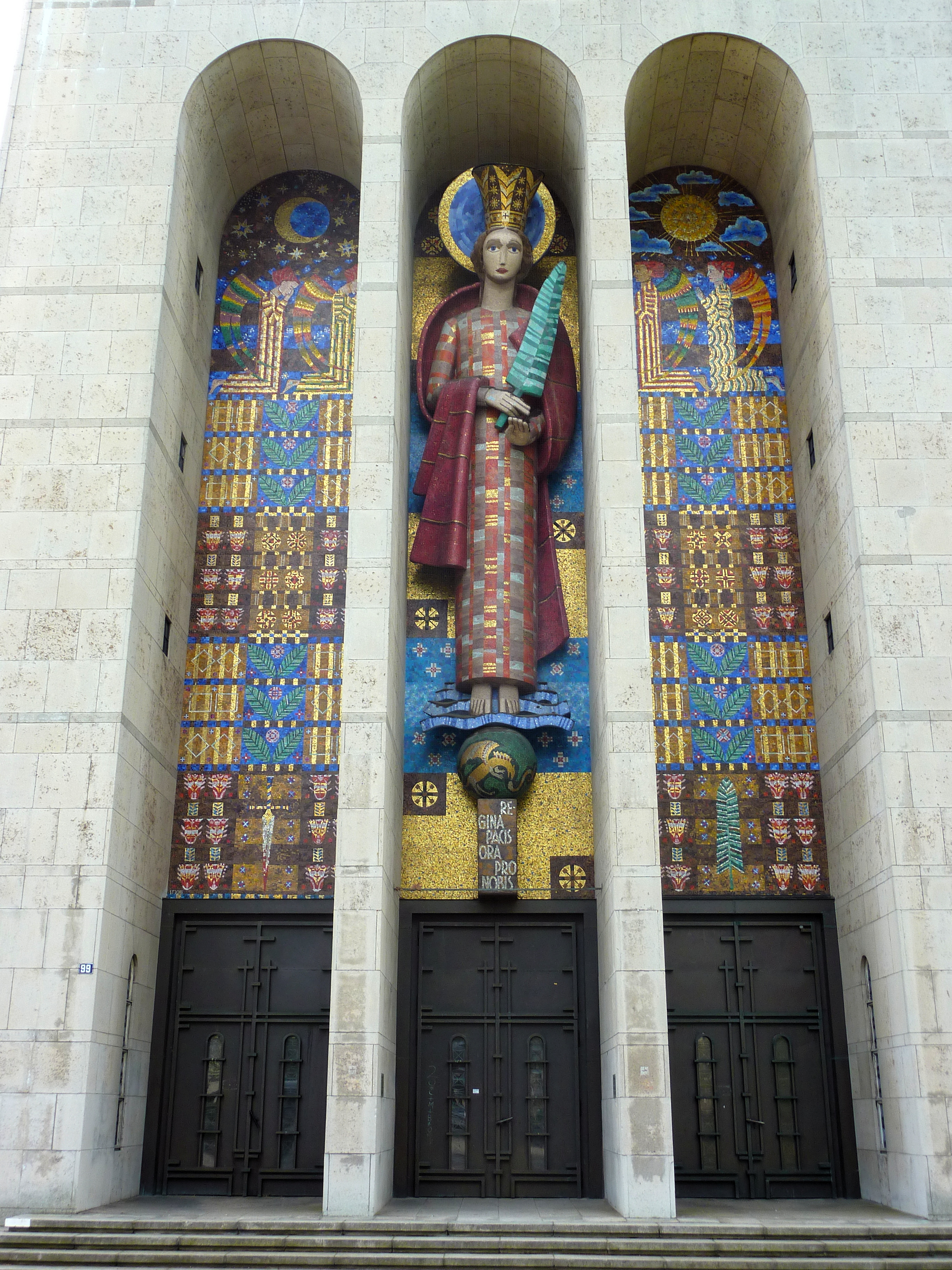
Portal der Kirche mit Marien-Großplastik und Mosaiken

Die Frauenfriedenskirche ist eine katholische Kirche im Frankfurter Stadtteil Bockenheim. Sie wurde zwischen 1927 und 1929 nach Plänen von Hans Herkommer auf der Ginnheimer Höhe errichtet. Sie ist seit 1. Januar 2017 die Pfarrkirche der Pfarrei Sankt Marien Frankfurt am Main.
Die Frauenfriedenskirche liegt auf einem Grundstück am nördlichen Ende der Zeppelinallee. Vor der Kirche befindet sich die Straßenbahnhaltestelle Frauenfriedenskirche der Linie 16.

## Geschichte
Infolge des Ersten Weltkrieges entwickelte Hedwig Dransfeld, die damalige Vorsitzende des Katholischen Deutschen Frauenbundes, 1916 den Plan zum Bau einer Frauenfriedenskirche. Ursprünglich wollte sie das Gotteshaus in Marburg als letzter Wirkungsstätte der Heiligen Elisabeth errichten lassen. Ihr Name sollte Cruzifixus-Friedenskirche lauten. Auf Wunsch von Bischof Augustinus Kilian entschied man sich jedoch für Frankfurt-Bockenheim, das damals noch zum Bistum Fulda gehörte. Mit dem Bau der Friedenskirche verknüpfte Hedwig Dransfeld folgende drei Intentionen:

„1. sie soll ein ‚Gedächtnismal für die Gefallenen des Weltkrieges‘ sein und noch späteren Jahrhunderten verkünden, wie die deutschen Katholikinnen mitten im Weltkrieg ihre auf dem Felde der Ehre gebliebenen Brüder zu ehren bereit waren;

2. sie soll als ein ‚Ausdruck des Dankes‘ zum Himmel ragen, daß die deutsche Heimat von den Verheerungen des Weltkrieges im wesentlichen verschont blieb;

3. sie soll ein ‚Votivmal der Friedensgesinnung‘ sein: gleichsam ein steingewordenes Friedensgebet, das einen starken, dauernden Frieden für unser deutsches Vaterland erfleht und das feierliche Gelöbnis der deutschen Katholikinnen darstellt, am geistigen Friedensbau in Europa für sich selbst und ihre Kinder mitzuwirken.“

Für den Bau der Kirche wurde ein Stiftungsvermögen gesammelt, das jedoch durch die Inflation wieder verlorenging. Nachdem 1927 die erforderlichen Mittel durch Bemühungen der Pfarrgemeinde wieder beisammen waren, konnte ein Wettbewerb ausgeschrieben werden. Der Wettbewerb machte beispielsweise zur Auflage, dass die Kirche 750 Sitzplätze im Hauptschiff enthalten sollte. Die Konstruktion und die Wahl des Baumaterials war den Architekten überlassen. Außerdem waren ein Pfarrhaus mit Wohnungen und ein Gemeindehaus mit Sälen und Küsterwohnung zu planen.
Für den ausgeschriebenen Wettbewerb gingen 157 Entwürfe ein. Viele bedeutende Kirchenarchitekten der damaligen Zeit, darunter Dominikus Böhm (Offenbach) und Rudolf Schwarz, nahmen am Wettbewerb teil. Dem Preisgericht gehörten u. a. Peter Behrens, Ernst May und Paul Bonatz an. Mit dem ersten Preis wurde die Arbeit Opfergang von Dominikus Böhm ausgezeichnet. Der Arbeitsausschuss für den Bau der Kirche entschloss sich aber entgegen der Bewertung des Schiedsgerichts für den Entwurf von Hans Herkommer.
Am 16. November 1927 wurde der Grundstein zum Gotteshaus gelegt, das nach einer Bauzeit von siebzehn Monaten am 5. Mai 1929 von Bischof Joseph Damian Schmitt geweiht werden konnte. In der Zeremonie hielt Abt Adalbert von Neipperg die Festpredigt. Die der Mater dolorosa geweihte Kirche wurde am Nachmittag der St. Elisabeth-Gemeinde übergeben. In ihrer Ansprache zum Festakt sagte Maria Heßberger als Vertreterin des Katholischen Deutschen Frauenbundes:

„Wir katholischen Frauen haben diese Kirche erbaut als Ausdruck unseres großen, gewaltigen Schmerzes… Die Frauenfriedenskirche soll aber auch ein Ausdruck unserer großen dankbaren Liebe sein für diejenigen, die ihr Leben hingaben, um unser Leben zu schützen.“

Die Arbeit steht chronologisch in Zusammenhang mit dem Projekt Neues Frankfurt, dessen Heilig-Kreuz-Kirche ein Jahr später formale Parallelen aufweist.
Am 20. Juni 1938 wurde der alte Cartellverband der katholischen deutschen Studentenverbindungen (VACV) durch Erlass der Nationalsozialisten aufgelöst, das Vermögen wurde beschlagnahmt; das verbliebene Restvermögen wurde der Frauenfriedenskirche zur Wahrung des Totengedenkens übertragen.
Im Zweiten Weltkrieg wurden 1944 bei den Luftangriffen auf Frankfurt am Main durch den Druck einer Bombe in der Nähe der Frauenfriedenskirche das Dach und die Fenster der Kirche zerstört. Über ein Jahr lang war das Gebäude der Witterung ausgesetzt und verlor in dieser Zeit die ursprüngliche Farbigkeit. 1946 konnte notdürftig repariert werden, erst in den 1950er Jahren wurde das Dach richtig erneuert.
Eine oberflächliche Sanierung mit der Verlegung einer neuen Heizung und Heizschächten fand in den 1970er Jahren statt. Die neuen Kirchenfenster stammen von Joachim Pick, der auch das Oberlicht mit der Taube in der Taufkapelle schuf. Die Wände wurden in einem einheitlichen hellen Ton gehalten, fast alle Spuren ehemaliger Farben wurden entfernt.
2015, als gravierende durch Bodenbewegungen hervorgerufene Schäden an der Fassade und in der Taufkapelle auftraten, konnten mit einer neuen und tiefgreifenden Sanierung die ersten Überlegungen zur Wiederherstellung der ursprünglichen Fassung greifen. 2016 stellte der Planungsring Ressel (Wiesbaden) einen Plan zur Sicherung des Gebäudes und zur Sanierung vor. Diesmal ging es auch um die technische Erneuerung, aber im Laufe der Arbeiten konnten die alten Farben aufgedeckt und wiederhergestellt werden. In den Jahren 2018–2020 wurde so die bauzeitliche Farbgestaltung der Kirche wiederhergestellt. Das 2020 realisierte Lichtkonzept der Kirche entwarf Herbert Cybulska (Frankfurt am Main) und griff dabei die bauzeitliche Lichtidee von Hans Herkommer auf, die sich mit den zeitgenössischen Möglichkeiten nun erstmals auch technisch vollends realisieren ließ. Am 22. November 2020 wurde der von Tobias Kammerer neu gestaltete Altar durch den Limburger Bischof Georg Bätzing geweiht und die Frauenfriedenskirche damit wiedereröffnet.

## Architektur und Ausstattung

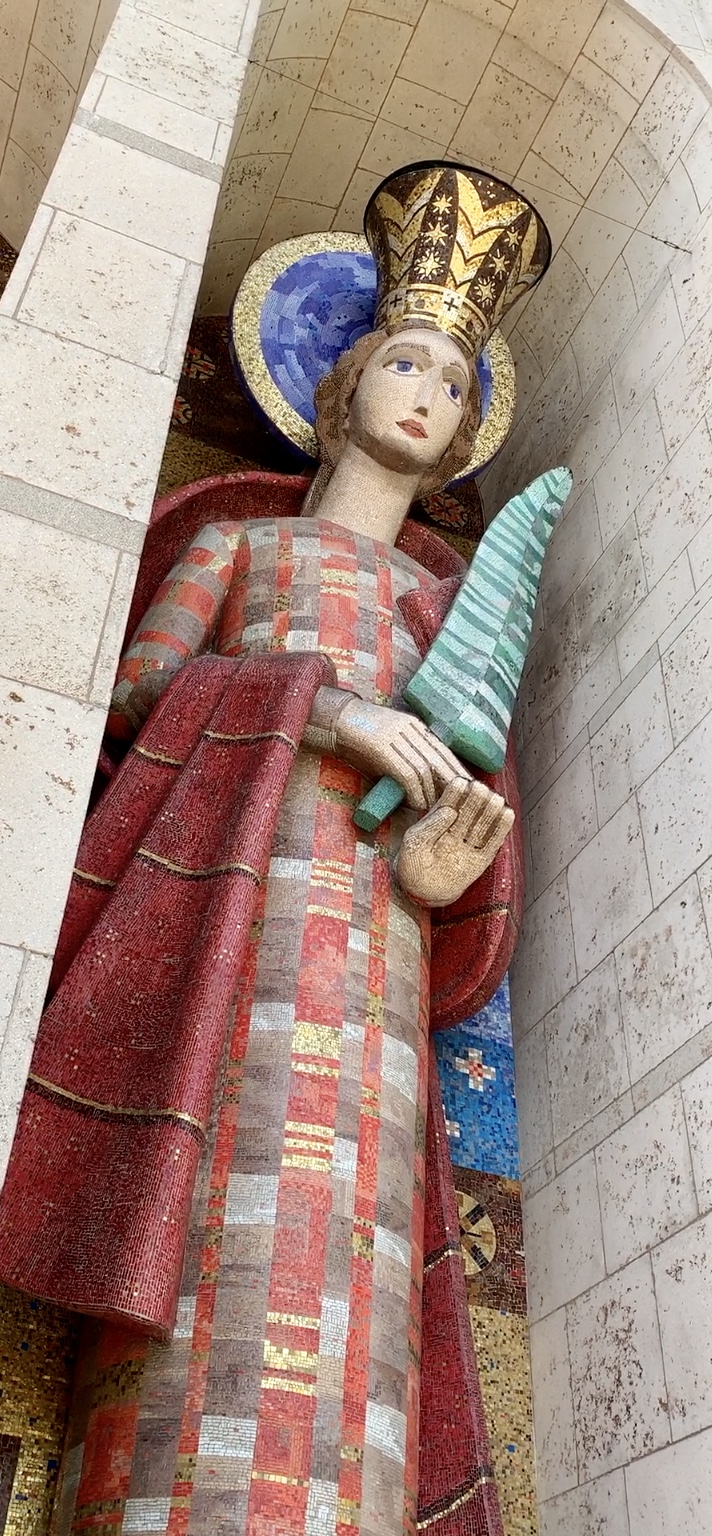
Die 12 m hohe Regina Pacis (Friedenskönigin) über dem Hauptportal

Die Kirche, das zugehörige Pfarrhaus und die Gemeindesäle bilden zusammen mit dem 18 auf 30 Meter messenden Gedächtnishof eine architektonische Einheit. Der 20 Meter hohe Portalhochbau ist durch drei Rundbogennischen gegliedert, in deren mittlerer sich eine Mosaikstatue der Friedenskönigin, zu der Hedwig Dransfeld Ideengeberin war, befindet. Die Statue stammt von dem Bildhauer Emil Sutor. Das Mosaik des linken Rundbogens zeigt die Motive Nacht, Trauer und Schwert und symbolisiert den Krieg; das rechte Mosaik symbolisiert den Frieden mit der Darstellung von Sonne, Freude und Blumen. Die Mosaiken sind ein Werk des Malers Friedrich Stichs, ausgeführt von der Firma Puhl & Wagner aus Berlin-Neukölln.
Unter dem dreischiffigen, 18 Meter hohen Kirchenraum liegt eine Krypta, in der eine Pietà von Ruth Schaumann steht. Das monumentale Mosaik über dem Hochaltar, der zwei Meter über dem Niveau des Kirchenschiffs liegt, wurde von Josef Eberz geschaffen. Es zeigt Jesus den Gekreuzigten, darunter die von sieben Schwertern durchbohrte Gottesmutter. Die um das Kreuz gruppierten 18 heiligen bzw. seligen Frauen repräsentieren verschiedene Formen christlichen Frauenlebens: Maria Magdalena und Veronika als Zeuginnen von Auferstehung und Passion; die Märtyrerinnen Barbara und Agnes; die Missionarin Thekla; die Klosterfrauen Hildegard von Bingen, Teresa von Avila sowie Therese von Lisieux; die Ehefrauen, Mütter und Witwen Monika von Tagaste, Kunigunde von Luxemburg und Anna Maria Taigi; die Landgräfin und Wohltäterin Elisabeth von Thüringen; die Mystikerin Katharina von Siena und schließlich die schlesische Herzogin und Schutzpatronin der Stadt Görlitz Hedwig von Andechs.
Der Chorraum wird gerahmt durch einen Triumphbogen und beidseitig flankiert von den Abgängen zur Krypta, über denen Kanzel und Bischofsthron angeordnet sind. Die Glocken befinden sich im Portalbau.
Die Taufkapelle wurde als eigenständiger Rundbau dem eigentlichen Kirchenraum nordöstlich vorgelagert.
Der Bau wurde im Wesentlichen im mit Bimsmauerwerk ausgekleideten Stahlbetonskelett ausgeführt, der außen mit Kunststeinplatten (Muschelkalk und Zement mit Quarzbeimischung) verkleidet wurde.
Einst waren auch Mosaikarbeiten von Lina von Schauroth vorgesehen, eine Säule war auch schon fertiggestellt, der Architekt und die Gemeinde lehnte die Arbeiten ab, da diese stilistisch nicht zur Kirche passten.
Von Lothar Zenetti gemalte Kreuzwegstationen aus dem Seminargebäude des Stacheldrahtseminars, das heute das Projekt Europäische Begegnungsstätte Franz Stock beherbergt, sind jetzt dauerhaft hier zu sehen. Von den 14 Stationen sind heute nur noch die letzten vier Stationen erhalten. Anhand von Fotos wurden Reproduktionen der Kreuzwegstationen erstellt.

## Ausstattung

### Altarinsel
Die Altarinsel wurde 2018–2020 in einem Künstlerwettbewerb nach dem Entwurf des Rottweiler Künstlers Tobias Kammerer in der Mitte des Hauptschiffes neu gestaltet. Unter dem Altar wurden die Reliquien dreier bedeutender heiliger Frauen eingefügt: Lioba von Tauberbischofsheim, Hildegard von Bingen und Maria Katharina Kasper.
Kammerer entwarf neben dem elliptischen Altar auch den Ambo (beide in Tombak), sowie Sedilien, Kredenzen und die Gesamtanlage.

### Hauptorgel
Die Hauptorgel der Frauenfriedenskirche wurde 1929/30 von Gebr. Späth Orgelbau aus Ennetach mit 30 Registern erbaut und 1935 auf 35 Register erweitert. 1957 kam es, ebenfalls durch die Firma Späth, zu einem nahezu völligen Neubau, bei dem allerdings zahlreiche alte Pfeifen wiederverwendet wurden. Nachdem um 1990 zahlreiche Ausfallerscheinungen am Instrument auftraten, erfolgte 1996 durch die Firma Siegfried Sauer in Höxter ein technischer Neubau.
Die Orgel hatte nun 45 Register auf Schleifladen mit elektrischer Spiel- und Registertraktur, verteilt auf drei Manuale und Pedal. Neben der Anfertigung neuer Register wurden 17 Register aus der Vorgängerorgel, sowie 7 Register aus der alten Chororgel des Frankfurter Doms (Walcker 1951, II/18) übernommen.
Nach der Sanierung der Kirche 2018–2020 reifte der Plan die Orgel auszureinigen, umzubauen, neu zu intonieren und zu erweitern. Den Auftrag erhielt die Berliner Orgelbauwerkstatt Karl Schuke, die 2023 die Orgel in ihrer heutigen Gestalt schuf. Besonders die ältesten Pfeifen von 1929 wurden sorgfältig restauriert, die komplette Elektronik erneuert, die Disposition verändert und 7 neue Register hinzugefügt, darunter eine Tuba 16'/8' auf einer eigenen Lade als Floating Division. Somit verfügt die Orgel heute über 48 klingende Register, darunter auch eine Friedensflöte, die als Hommage an den Gründungsauftrag der Kirche erinnert.
Die Orgel steht auf der Empore der Kirche hinter einem pfeifenlosen Prospekt. Ihre Intonation ist auf die kathedralartige Akustik der Kirche abgestimmt.
| I Hauptwerk C–g3 |                   |       |
| 01.              | Principal         | 16′   |
| 02.              | Principal         | 8′    |
| 03.              | Gemshorn          | 8′    |
| 04.              | Großgedeckt       | 8′    |
| 05.              | Jubalflöte        | 8′    |
| 06.              | Oktave            | 4′    |
| 07.              | Nachthorn         | 4′    |
| 08.              | Quinte            | 2 ⁄3′ |
| 09.              | Oktave            | 2′    |
| 10.              | Septime           | 1 ⁄7′ |
| 11.              | None              | 8⁄9′  |
| 12.              | Cornett V (ab c0) | 8′    |
| 13.              | Mixtur V          | 2′    |
| 14.              | Tuba (FD)         | 16′   |
| 15.              | Trompete          | 8′    |

| II Positiv C–g3 |                       |        |
| 16.             | Principal             | 8′     |
| 17.             | Singend Gedackt       | 8′     |
|                 | Jubalflöte (HW)       | 8′     |
| 18.             | Italienisch Principal | 4′     |
| 19.             | Friedensflöte         | 4′     |
| 20.             | Quintflöte            | 2 ⁄3′  |
| 21.             | Waldflöte             | 2′     |
| 22.             | Terzflöte             | 1 3⁄5′ |
|                 | None (HW)             | 8⁄9′   |
| 23.             | Scharff III           | 1′     |
| 24.             | Cromorne              | 8′     |
|                 | Tremulant             |        |

| III Schwellwerk C–g3 |                       |       |
| 25.                  | Bourdun               | 16′   |
| 26.                  | Geigenprincipal       | 8′    |
| 27.                  | Doppelgedeckt         | 8′    |
| 28.                  | Salicional            | 8′    |
| 29.                  | Vox coelestis (ab c0) | 8′    |
| 30.                  | Principal             | 4′    |
| 31.                  | Traversflöte          | 4′    |
| 32.                  | Piccolo               | 2′    |
| 33.                  | Fourniture IV         | 2 ⁄3′ |
| 34.                  | Basson                | 16′   |
| 35.                  | Tromp. harmonique     | 8'    |
| 36.                  | Hautbois              | 8′    |
|                      | Tremulant             |       |

| Pedal C–f1 |                |         |
| 37.        | Principalbass  | 16′     |
| 38.        | Subbass        | 16′     |
| 39.        | Quintbass      | 10 2⁄3′ |
| 40.        | Oktavbass      | 8′      |
| 41.        | Gedacktbass    | 8′      |
| 42.        | Choralbass     | 4′      |
| 43.        | Contrabasstube | 32′     |
|            | Tuba (FD)      | 16′     |
| 44.        | Posaune        | 16′     |
| 45.        | Tuba           | 16′     |
| 46.        | Trompete       | 8′      |
| 47.        | Clairon        | 4′      |

| Floating Division (auf allen Manualen und im Pedal spielbar) |      |    |
| 48.                                                          | Tuba | 8′ |

- Koppeln: Generalkoppel, alle möglichen Normal-, Sub- und Superoktavkoppeln, Äquale ab
- Spielhilfen: digitale Setzeranlage, Organumkoppel Intervallsetzer, beliebige Mixturerstellung im Rahmen von 2 Oktaven, Tastenfessel I-III (Fußschaltung), Tutti, Blitz, Donner, frei einstellbare Crescendowalze, Schwelltritt für III. Manual (Schwellwerk)

### Chororgel
Bei der Generalsanierung der Kirche 2018–2020 wurde die ehemalige Orgel der 2020 profanierten Kirche Sankt Raphael im Industriehof (Frankfurt am Main) als zweites Orgelwerk in die Frauenfriedenskirche übernommen und an der östlichen Langhauswand in Höhe der Altarinsel aufgestellt. Die Orgel wurde 1988 von der Orgelbauwerkstatt Hugo Mayer in Heusweiler/Saar gebaut. Sie hat 13 Register auf mechanischen Schleifladen, verteilt auf zwei Manuale und Pedal. Das Gehäuse wurde 2020 umgebaut und farblich neu gefasst, um es der Architektur der Kirche anzupassen; ansonsten blieb die Orgel unverändert.
| I Hauptwerk C–a3 |            |       |
| 01.              | Offenflöte | 8′    |
| 02.              | Prinzipal  | 4′    |
| 03.              | Gemshorn   | 2′    |
| 04.              | Mixtur III | 1 ⁄3′ |
| 05.              | Oboe       | 8′    |
| 0                | Tremolo    |       |

| II Schwellwerk C–a3 |             |        |
| 06.                 | Holzgedackt | 8′     |
| 07.                 | Salizional  | 8′     |
| 08.                 | Rohrflöte   | 4′     |
| 09.                 | Nasard      | 2 ⁄3′  |
| 010.                | Prinzipal   | 2′     |
| 11.0                | Terz        | 1 3⁄5′ |
|                     | Tremolo     |        |

| Pedal C–f1 |          |     |
| 12.        | Subbaß   | 16′ |
| 13.        | Oktavbaß | 8′  |

- Koppeln: II/I, I/P, II/P (Pistons)
- Spielhilfe: Schwelltritt für II. Manual (Schwellwerk)

### Glocken
Vor dem Zweiten Weltkrieg besaß die Kirche ein sechsstimmiges Geläut in der Schlagtonfolge as0–c1–es1–f1–as1–c2 der Glockengießerei Schilling (Apolda) aus dem Jahre 1929. Die fünf großen Glocken mussten zu Kriegszwecken abgegeben werden.
Die verbliebene kleine Glocke wurde für das neue Geläut 1957 eingeschmolzen. Gießer war Hermann Hamm aus Frankenthal. Das Geläut zählt zu seinen besten Gussleistungen. Das Glockenensemble ist nach dem Kaiserdom St. Bartholomäus und der Paulskirche das drittgrößte Bronzegeläute in Frankfurt, alle sechs Glocken zusammen wiegen 9020 kg. Dank idealer Turmstubenakustik und der daher rührenden weichen, volltönigen Klangentfaltung zählt es zu den klanglich repräsentativen Geläuten der Stadt, gehört jedoch nicht zum Frankfurter Stadtgeläute. Die große Glocke Christus Rex gehört mit der Domglocke Carolus zu den in a0 erklingenden Glocken Frankfurts; tiefer klingen nur die Gloriosa im Dom (e0) und die Bürgerglocke der Paulskirche (fis0).
| Nr. | Name           | Gussjahr | Gießer       | Ø (mm) | Gewicht (kg) | Nominal (HT-1/16) | Inschrift                                                                   |
| 1   | Christus Rex   | 1957     | Hermann Hamm | 1858   | 3450         | a0 ±0             | „O Rex Gloriæ veni cum pace“                                                |
| 2   | Mater Dolorosa | 1957     | Hermann Hamm | 1550   | 2040         | c1 +3             | „Christe cum sit hinc exire / da per matrem me venire / ad palmam victoriæ“ |
| 3   | Bonifatius     | 1957     | Hermann Hamm | 1385   | 1430         | d1 +3             | „Bonifati confirma patriam nostram in vera et firma fide“                   |
| 4   | Elisabeth      | 1956     | Hermann Hamm | 1236   | 1050         | e1 +3             | „S. Elisabeth mater pauperum inflamma nos amore quo tu ardebas“             |
| 5   | Hedwig         | 1956     | Hermann Hamm | 1039   | 610          | g1 ±0             | „S. Hedwigis imperta defunctis ac nobis pacem et tranquillitatem“           |
| 6   | Margarita      | 1957     | Hermann Hamm | 912    | 440          | a1 +3             | „S. Margarita fac mulieres ecclesiæ Margaritas“                             |